# Млака при Крању
Млака при Крању (словен. Mlaka pri Kranju) је насељено место у општини Крањ, Горењска регија, Словенија.

## Историја
До територијалне реорганизације у Словенији била је у саставу старе општине Крањ.

## Становништво
У попису становништва из 2011. године, Млака при Крању је имала 1.566 становника.
| Број становника према пописима | Број становника према пописима | Број становника према пописима |
| ------------------------------ | ------------------------------ | ------------------------------ |
| 1991                           | 2002                           | 2011                           |
| 1.337                          | 1.502                          | 1.566                          |

Напомена: До 1955. исказивано под именом Млака. Године 1986. увећан за део насеља Кокрица. Године 2016. извршена је мања размена територија између насеља Кокрица и Млака при Крању.